# Maroc tại Thế vận hội
Maroc tham gia Thế vận hội lần đầu năm 1960, và đã gửi vận động viên (VĐV) tới toàn bộ các kỳ Thế vận hội Mùa hè kể từ đó, trừ lần tẩy chay Thế vận hội Mùa hè 1980. Maroc cũng tẩy chay Thế vận hội Mùa hè 1976 bằng việc rút khỏi đại hội khi trước đó đoàn đại diện nước này đã được gửi đi, qua đó cùng với nhiều quốc gia châu Phi khác phản đối sự tham gia kỳ vận hội năm 1976 của New Zealand. Lý do là tuyển bóng bầu dục bảy người quốc gia của New Zealand đã có trận thi đấu với tuyển Nam Phi đang dưới chế độ apartheid. Chỉ duy nhất một đại diện Maroc kịp thi đấu trước khi nước này rút khỏi đại hội: Abderahim Najim đã góp mặt ở nội dung hạng ruồi nhẹ nam môn quyền Anh và để thua trận đấu đầu tiên và cũng là duy nhất của mình.
Maroc đã tham dự Thế vận hội Mùa đông bảy lần kể từ năm 1968.
Các VĐV Maroc đã giành tổng cộng 23 huy chương Olympic, 19 trong số đó thuộc môn Điền kinh và 4 thuộc môn quyền Anh. Hicham El Guerrouj, với 2 huy chương vàng và 1 huy chương bạc, cùng Saïd Aouita, với 1 vàng và 1 đồng, là những VĐV Maroc giành được nhiều huy chương.
Ủy ban Olympic Maroc được thành lập năm 1959.

## Bảng huy chương

### Theo kỳ vận hội
| Thế vận hội           | Vàng | Bạc | Đồng | Tổng số |
| --------------------- | ---- | --- | ---- | ------- |
| Athens 2004           | 2    | 1   | 0    | 3       |
| Los Angeles 1984      | 2    | 0   | 0    | 2       |
| Barcelona 1992        | 1    | 1   | 1    | 3       |
| Seoul 1988            | 1    | 0   | 2    | 3       |
| Sydney 2000           | 0    | 1   | 4    | 5       |
| Bắc Kinh 2008         | 0    | 1   | 1    | 2       |
| Roma 1960             | 0    | 1   | 0    | 1       |
| Atlanta 1996          | 0    | 0   | 2    | 2       |
| Rio de Janeiro 2016   | 0    | 0   | 1    | 1       |
| Luân Đôn 2012         | 0    | 0   | 1    | 1       |
| Montréal 1976         | 0    | 0   | 0    | 0       |
| Thành phố México 1968 | 0    | 0   | 0    | 0       |
| Tokyo 1964            | 0    | 0   | 0    | 0       |
| München 1972          | 0    | 0   | 0    | 0       |
| Tổng số (14 đơn vị)   | 6    | 5   | 12   | 23      |

### Theo môn thi đấu
| Môn thi đấu        | Vàng | Bạc | Đồng | Tổng số |
| ------------------ | ---- | --- | ---- | ------- |
| Điền kinh          | 6    | 5   | 8    | 19      |
| Quyền Anh          | 0    | 0   | 4    | 4       |
| Tổng số (2 đơn vị) | 6    | 5   | 12   | 23      |

## VĐV giành huy chương
| Huy chương | Tên                  | Thế vận hội         | Môn thi đấu | Nội dung                      |
| ---------- | -------------------- | ------------------- | ----------- | ----------------------------- |
| Bạc        | Rhadi Ben Abdesselam | Roma 1960           | Điền kinh   | Marathon nam                  |
| Vàng       | Nawal El Moutawakel  | Los Angeles 1984    | Điền kinh   | 400 mét vượt rào nữ           |
| Vàng       | Saïd Aouita          | Los Angeles 1984    | Điền kinh   | 5000 mét nam                  |
| Vàng       | Brahim Boutayeb      | Seoul 1988          | Điền kinh   | 10000 mét nam                 |
| Đồng       | Saïd Aouita          | Seoul 1988          | Điền kinh   | 800 mét nam                   |
| Đồng       | Abdelhak Achik       | Seoul 1988          | Quyền Anh   | Hạng lông nam                 |
| Vàng       | Khalid Skah          | Barcelona 1992      | Điền kinh   | 10000 mét nam                 |
| Bạc        | Rachid El Basir      | Barcelona 1992      | Điền kinh   | 1500 mét nam                  |
| Đồng       | Mohammed Achik       | Barcelona 1992      | Quyền Anh   | Hạng gà nam                   |
| Đồng       | Salah Hissou         | Atlanta 1996        | Điền kinh   | 10000 mét nam                 |
| Đồng       | Khalid Boulami       | Atlanta 1996        | Điền kinh   | 5000 mét nam                  |
| Bạc        | Hicham El Guerrouj   | Sydney 2000         | Điền kinh   | 1500 mét nam                  |
| Đồng       | Ali Ezzine           | Sydney 2000         | Điền kinh   | 3000 mét vượt chướng ngại nam |
| Đồng       | Nezha Bidouane       | Sydney 2000         | Điền kinh   | 400 mét vượt rào nữ           |
| Đồng       | Brahim Lahlafi       | Sydney 2000         | Điền kinh   | 5000 mét nam                  |
| Đồng       | Tahar Tamsamani      | Sydney 2000         | Quyền Anh   | Hạng lông nam                 |
| Vàng       | Hicham El Guerrouj   | Athens 2004         | Điền kinh   | 1500 mét nam                  |
| Vàng       | Hicham El Guerrouj   | Athens 2004         | Điền kinh   | 5000 mét nam                  |
| Bạc        | Hasna Benhassi       | Athens 2004         | Điền kinh   | 800 mét nữ                    |
| Bạc        | Jaouad Gharib        | Bắc Kinh 2008       | Điền kinh   | Marathon nam                  |
| Đồng       | Hasna Benhassi       | Bắc Kinh 2008       | Điền kinh   | 800 mét nữ                    |
| Đồng       | Abdalaati Iguider    | Luân Đôn 2012       | Điền kinh   | 1500 mét nam                  |
| Đồng       | Mohammed Rabii       | Rio de Janeiro 2016 | Quyền Anh   | Hạng bán trung nam            |